# Маломир (област Ямбол)
 За другото българско село вижте Маломир (Област Шумен).  
Маломир е село в Югоизточна България, област Ямбол, община Тунджа.

## География
Намира се в югоизточната част на Тракийската низина, на 21 km южно от град Ямбол.

## История
Старото име на Маломир е Карапча, като според Васил Миков това е турцизирано произношение на средновековния топоним Крапец.Според друга версия името Карапча идва от тюркската дума"карабча" - разбойник.В Карапча е живял най-известният ямболски хайдутин и войвода, оставил дълбоки следи в историята на националните освободителни борби на българския народ – Желю войвода.

## Религии
Селото разполага с голяма православна църква, която благодарение на няколко боголюбиви българи се поддържа в прекрасно състояние.

## Обществени институции
Село Маломир е малко населено място, но в последно време се отличава с добре поддържани обществени сгради.

## Културни и природни забележителности
Маломир е живописно село с малобройно население. Има много автентични къщи, които красят селото. Има паметник на Желю войвода.

## Редовни събития
Ежегоден събор през месец септември.
Ежегоден събор – кукеров ден през месец февруари.

## Личности
Родени в Маломир
- Славчо Денчев, учен, професор
- Иван Димов, художник
- Стоян Илиев, литератор, професор
- Стоянка Лалова, народна певица, сопран в квартет „Славей“ – (март 1930 г. – 2003 г.).
- Тодор Гълъбов (1938 – 2021), треньор по борба свободен стил. Помощник треньор на националния отбор по свободна борба за мъже и наставник на младежкия представителен тим
- Баьо (Байо) Баев (р. 1941), четирикратен европейски шампион по борба от Манчестър – 1965 г., Скопие – 1968 г., София – 1969 г. и Берлин – 1970 година, сребърен медалист от първенствата на Стария континент през 1967 и 1972 година, световен вицешампион през 1965, 1970 и 1971 година.
- проф.дтн. Цонка Годжевъргова (р. 1951), първата жена професор родена в с. Маломир. От рода Сарахошите.

## Галерия
- Галерия
- Плоча, посветена на откриването на социалистически комитет в селото
- Плоча, посветена на откриването на социалистически комитет в селото 2
- Паметна плоча